# Euskal Billera

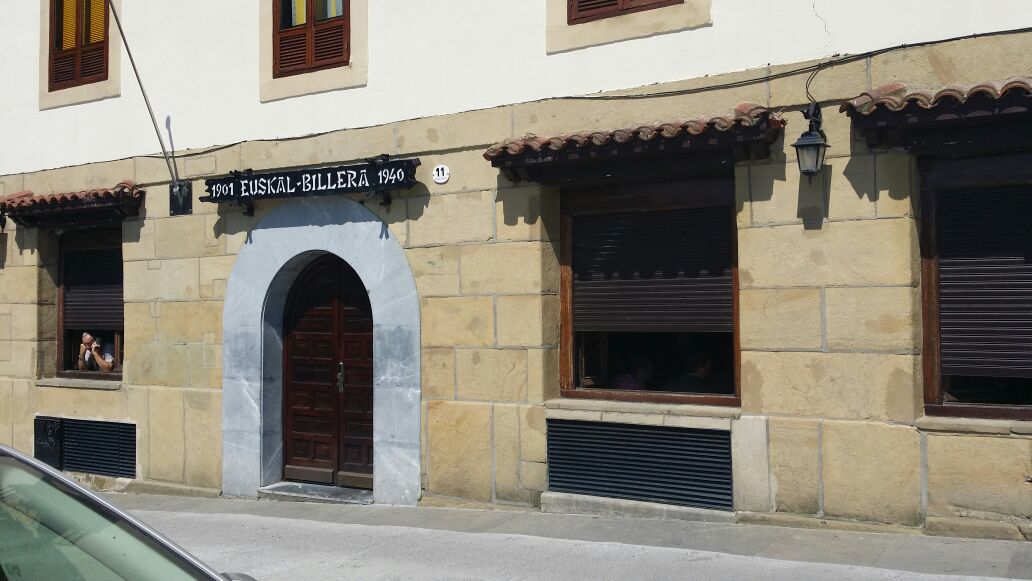
Sede de la sociedad, en la calle Mari.

La Sociedad Euskal Billera es una de las sociedades gastronómicas más antiguas de San Sebastián. Fue fundada el 29 de junio de 1901 por un grupo de artesanos que se reunían en un bar de la calle Puyuelo, hoy Fermín Calbetón. Su sede actual al lado de la antigua muralla de la ciudad data de 1940.
El objetivo más aparente de esta sociedad es la de impulsar y desarrollar la afición a la cocina y a la gastronomía pero también se dedica a organizar actividades culturales y recreativas, colaborar en todo tipo de actividades de carácter benéfico, organizar actividades tradicionales…
La Sociedad Euskal Billera ha participado en la Tamborrada de adultos de 1905 a 1929 y tras un largo parón retomó esta actividad en 1980, siendo su hora de salida las 3 de la madrugada.
Esta sociedad es la fundadora de la Tamborrada Infantil. Euskal Billera comenzó en 1927 como única compañía y a partir de 1961 empezaron a sumarse compañías de diversos centros educativos hasta alcanzar las 50 compañías que componen el desfile en la actualidad.